# Lijst van rijksmonumenten in Hilversum
De plaats en  gemeente Hilversum telt 217 inschrijvingen in het rijksmonumentenregister. Hieronder een overzicht. 
| Object | Oorspronkelijke functie?  | Bouwjaar                                                          | Architect                                                                              | Locatie                                                             | Coördinaten?                  | Nr.?   | Afbeelding |
| --- | ------------------------- | ----------------------------------------------------------------- | -------------------------------------------------------------------------------------- | ------------------------------------------------------------------- | ----------------------------- | ------ | --- |
| Boerderij met rieten bedaking, oude roedenverdeling. Vensters en halve luiken | Boerderij                 | 18e eeuw                                                          |                                                                                        | Corverslaan 1                                                       | 52° 13' 48" NB, 5° 8' 31" OL  | 22157  | Meer afbeeldingen |
| Lage woning met topgevel aan voorzijde | Werk-woonhuis             | 18e eeuw                                                          |                                                                                        | Groest 67                                                           | 52° 13' 28" NB, 5° 10' 40" OL | 22158  | Meer afbeeldingen |
| R.K. Sint-Vituskerk | Kerk en kerkonderdeel     | 1892                                                              | Pierre Cuypers                                                                         | Emmastraat 7                                                        | 52° 13' 19" NB, 5° 10' 45" OL | 22159  | Meer afbeeldingen |
| Chaletachtige boerderij | Boerderij                 | 19e eeuw                                                          |                                                                                        | 's-Gravelandseweg 184-186                                           | 52° 14' 13" NB, 5° 8' 45" OL  | 22160  | Meer afbeeldingen |
| Boerderij met pannen zadeldak tussen bakstenen topgevels met beitels | Boerderij                 |                                                                   |                                                                                        | Hoorneboeg 3                                                        | 52° 11' 54" NB, 5° 9' 51" OL  | 22162  | Boerderij met pannen zadeldak tussen bakstenen topgevels met beitels                                                                             |
| Lage gepleisterde woningen met rechte kroonlijst | Woonhuis                  | 18e eeuw                                                          |                                                                                        | Laanstraat 35A, 37 en 35                                            | 52° 13' 22" NB, 5° 10' 29" OL | 22163  | Meer afbeeldingen |
| Landelijk laaghuis met forse topgevel, hardstenen versieringen aan weerszijden | Woonhuis                  | 18e eeuw                                                          |                                                                                        | Langestraat 103                                                     | 52° 13' 25" NB, 5° 10' 21" OL | 22164  | Meer afbeeldingen |
| Toren van de Nederlands Hervormde Kerk | Kerk en kerkonderdeel     | eind 15e eeuw                                                     |                                                                                        | Oude Torenstraat 2                                                  | 52° 13' 28" NB, 5° 10' 15" OL | 22165  | Meer afbeeldingen |
| Grand Hotel Gooiland | Horeca                    | 1936 (gereed)                                                     | Jan Duiker                                                                             | Luitgardeweg 10                                                     | 52° 13' 19" NB, 5° 10' 40" OL | 348807 | Meer afbeeldingen |
| Tribunegebouw in expressionistische trant | Sport en recreatie        | 1919-1920                                                         | W.M. Dudok                                                                             | Arena 101                                                           | 52° 12' 58" NB, 5° 11' 17" OL | 407228 | Meer afbeeldingen |
| Rembrandtschool | Onderwijs en wetenschap   | 1919-1920                                                         | W.M. Dudok                                                                             | achter Rembrandtlaan 32                                             | 52° 13' 3" NB, 5° 10' 40" OL  | 407229 | Meer afbeeldingen |
| Dr. H. Bavinckschool | Onderwijs en wetenschap   | 1921-1922                                                         | W.M. Dudok                                                                             | Bosdrift 21                                                         | 52° 12' 59" NB, 5° 9' 59" OL  | 407232 | Meer afbeeldingen |
| Fabritiusschool | Onderwijs en wetenschap   | 1926                                                              | W.M. Dudok                                                                             | Fabritiuslaan 52                                                    | 52° 12' 43" NB, 5° 10' 34" OL | 407234 | Meer afbeeldingen |
| Julianaschool | Onderwijs en wetenschap   | 1926-1927                                                         | W.M. Dudok                                                                             | Eikbosserweg 166                                                    | 52° 12' 50" NB, 5° 10' 23" OL | 407235 | Meer afbeeldingen |
| Nassauschool, en conciergewoning | Dienstwoning              | 1928                                                              | W.M. Dudok                                                                             | Merelstraat 43-45                                                   | 52° 13' 25" NB, 5° 11' 40" OL | 407238 | Meer afbeeldingen |
| Ruysdaelschool | Onderwijs en wetenschap   | 1928                                                              | W.M. Dudok                                                                             | Ruysdaellaan 6                                                      | 52° 12' 46" NB, 5° 10' 33" OL | 407241 | Ruysdaelschool |
| Nienke van Hichtumschool/Duivenschool | Onderwijs en wetenschap   | 1930                                                              | W.M. Dudok                                                                             | Jan Blankenlaan 10                                                  | 52° 14' 3" NB, 5° 10' 54" OL  | 407242 | Meer afbeeldingen |
| Snelliusschool | Onderwijs en wetenschap   | 1931-1932                                                         | W.M. Dudok                                                                             | Snelliuslaan 10                                                     | 52° 13' 58" NB, 5° 10' 46" OL | 407243 | Meer afbeeldingen |
| Oostelijk woningreeks Duivenstraat | Woonhuis                  | 1927                                                              | W.M. Dudok                                                                             | Duivenstraat 1-27                                                   | 52° 13' 28" NB, 5° 11' 45" OL | 407324 | Meer afbeeldingen |
| Westelijke woningreeks Duivenstraat | Woonhuis                  | 1927                                                              | W.M. Dudok                                                                             | Duivenstraat 4-14                                                   | 52° 13' 28" NB, 5° 11' 44" OL | 407330 | Meer afbeeldingen |
| Voormalig Volksbadhuis | Gezondheidszorg           | 1920-21                                                           | W.M. Dudok                                                                             | Meidoornstraat 2                                                    | 52° 13' 5" NB, 5° 10' 1" OL   | 407337 | Meer afbeeldingen |
| Poortgebouw met woningen en winkels | Woonhuis                  | 1920-21                                                           | W.M. Dudok                                                                             | Meidoornstraat 1,3,4,6                                              | 52° 13' 2" NB, 5° 10' 2" OL   | 407341 | Poortgebouw met woningen en winkels |
| Westelijke woningreeks met poort | Woonhuis                  | 1920-21                                                           | W.M. Dudok                                                                             | Bosdrift 1-19 (oneven)                                              | 52° 13' 3" NB, 5° 10' 0" OL   | 407344 | Westelijke woningreeks met poort |
| Noordoostelijke woningreeks | Woonhuis                  | 1920-21                                                           | W.M. Dudok                                                                             | Hilvertsweg 2-12 (even)                                             | 52° 13' 0" NB, 5° 10' 1" OL   | 407348 | Noordoostelijke woningreeks |
| Oostelijke woningreeks, Meidoornstraat 5-11 | Woonhuis                  | 1920-21                                                           | W.M. Dudok                                                                             | Meidoornstraat 5,7,9,11                                             | 52° 13' 0" NB, 5° 10' 0" OL   | 407352 | Meer afbeeldingen |
| Zuidwestelijke woningreeks | Woonhuis                  | 1920-21                                                           | W.M. Dudok                                                                             | Meidoornstraat 8,10,12,14                                           | 52° 13' 0" NB, 5° 10' 1" OL   | 407356 | Zuidwestelijke woningreeks |
| Zuidelijke woningreeks | Woonhuis                  | 1920-21                                                           | W.M. Dudok                                                                             | Bosdrift 23-29 (oneven)                                             | 52° 13' 2" NB, 5° 10' 2" OL   | 407360 | Zuidelijke woningreeks |
| Tuinschuurtjes | Opslag                    | 1920-21                                                           | W.M. Dudok                                                                             | Meidoornstraat bij 9                                                | 52° 13' 3" NB, 5° 10' 0" OL   | 407364 | Tuinschuurtjes |
| Werkplaats | Industrie                 | 1920-21                                                           | W.M. Dudok                                                                             | achter Bosdrift 19                                                  | 52° 13' 2" NB, 5° 10' 2" OL   | 407372 | Upload foto |
| Poortgebouw, Edisonplein 23-26) | Appartementengebouw       | 1921-22                                                           | W.M. Dudok                                                                             | Edisonplein 23-26                                                   | 52° 13' 41" NB, 5° 11' 19" OL | 407386 | Meer afbeeldingen |
| Noordwestelijke woningreeks met schuur | Woonhuis                  | 1921-22                                                           | W.M. Dudok                                                                             | Edisonplein 1-21 + bij 1                                            | 52° 13' 42" NB, 5° 11' 19" OL | 407395 | Noordwestelijke woningreeks met schuur |
| Zuidoostelijke woningreeks met schuur | Woonhuis                  | 1921-22                                                           | W.M. Dudok                                                                             | Edisonplein 2-22 + bij 2                                            | 52° 13' 42" NB, 5° 11' 19" OL | 407400 | Upload foto |
| wildschut: paviljoen | Horeca                    | 1936-38                                                           | W.M. Dudok                                                                             | Vreelandseweg 50                                                    | 52° 13' 16" NB, 5° 8' 30" OL  | 407407 | Meer afbeeldingen |
| Wildschut: terraspartij | Stoep                     | 1936-38                                                           | W.M. Dudok                                                                             | Vreelandseweg bij 50                                                | 52° 13' 16" NB, 5° 8' 30" OL  | 407425 | Upload foto |
| Noordelijke dienstwoning bij de watersporthaven | Woonhuis                  | 1936-38                                                           | W.M. Dudok                                                                             | Vreelandseweg 48                                                    | 52° 13' 16" NB, 5° 8' 33" OL  | 407443 | Meer afbeeldingen |
| Zuidelijke dienstwoning bij de watersporthaven | Dienstwoning              | 1936-38                                                           | W.M. Dudok                                                                             | Vreelandseweg 60                                                    | 52° 13' 15" NB, 5° 8' 20" OL  | 407461 | Zuidelijke dienstwoning bij de watersporthaven                                                                                                   |
| Vm. botenhuis bij de watersporthaven | Sport en recreatie        | 1936-38                                                           | W.M. Dudok                                                                             | Vreelandseweg 52                                                    | 52° 13' 15" NB, 5° 8' 30" OL  | 407479 | Vm. botenhuis bij de watersporthaven |
| Noorderbegraafplaats: aulagebouw met poort | Begraafplaats en -onderdl | 1927-30                                                           | W.M. Dudok                                                                             | Laan 1940-1945 2                                                    | 52° 14' 20" NB, 5° 10' 41" OL | 407509 | Noorderbegraafplaats: aulagebouw met poort |
| Noorderbegraafplaats: dienstwoning | Woonhuis                  | 1927-30                                                           | W.M. Dudok                                                                             | Laan 1940-1945 4                                                    | 52° 14' 20" NB, 5° 10' 40" OL | 407513 | Noorderbegraafplaats: dienstwoning |
| Noorderbegraafplaats: dienstvleugel | Begraafplaats en -onderdl | 1927-30                                                           | W.M. Dudok                                                                             | Laan 1940-1945 bij 4                                                | 52° 14' 20" NB, 5° 10' 40" OL | 407517 | Meer afbeeldingen |
| Pompgemaal: gebouw | Gemaal                    | 1919-20                                                           | W.M. Dudok                                                                             | Laapersveld 1                                                       | 52° 12' 56" NB, 5° 11' 7" OL  | 407533 | Meer afbeeldingen |
| Pompgemaal: vijverpartij | Tuin, park en plantsoen   | 1919-20                                                           | W.M. Dudok                                                                             | Laapersveld bij 1                                                   | 52° 12' 56" NB, 5° 11' 7" OL  | 407537 | Meer afbeeldingen |
| Pompgemaal: zuidoostelijke terraspartij | Tuin, park en plantsoen   | 1919-20                                                           | W.M. Dudok                                                                             | Laapersveld bij 1                                                   | 52° 12' 56" NB, 5° 11' 7" OL  | 407541 | Meer afbeeldingen |
| Pompgemaal: noordwestelijke terraspartij | Tuin, park en plantsoen   | 1919-20                                                           | W.M. Dudok                                                                             | Laapersveld bij 1                                                   | 52° 12' 56" NB, 5° 11' 7" OL  | 407545 | Pompgemaal: noordwestelijke terraspartij |
| Pompgemaal: padenstelsel | Tuin, park en plantsoen   | 1919-20                                                           | W.M. Dudok                                                                             | Laapersveld bij 1                                                   | 52° 12' 56" NB, 5° 11' 7" OL  | 407549 | Meer afbeeldingen |
| Vondelschool | Onderwijs en wetenschap   | 1927-29                                                           | W.M. Dudok                                                                             | Schuttersweg 36                                                     | 52° 13' 42" NB, 5° 9' 26" OL  | 407556 | Meer afbeeldingen |
| Zuidelijke fietsenstalling | Opslag                    | 1927-29                                                           | W.M. Dudok                                                                             | Schuttersweg 36                                                     | 52° 13' 42" NB, 5° 9' 26" OL  | 407560 | Zuidelijke fietsenstalling |
| Voormalig sportgebouw | Sport en recreatie        | 1927-29                                                           | W.M. Dudok                                                                             | Schuttersweg 36                                                     | 52° 13' 42" NB, 5° 9' 26" OL  | 407564 | Meer afbeeldingen |
| Noordelijke woningreeks | Woonhuis                  | 1927                                                              | W.M. Dudok                                                                             | Jan van der Heydenstraat 239, Minckelersstraat 40-50, Merelstraat 2 | 52° 13' 29" NB, 5° 11' 37" OL | 407570 | Noordelijke woningreeks |
| Oostelijke woningreeks met twee poorten, | Woonhuis                  | 1927                                                              | W.M. Dudok                                                                             | Merelstraat 4-38                                                    | 52° 13' 28" NB, 5° 11' 38" OL | 407577 | Meer afbeeldingen |
| Midden-westelijke woningreeks. Symmetrisch op U-vormige grondslag opgezette woningreeks bestaande uit acht telkens gespiegelde woningen tussen puntgevels onder langgerekt dwars zadeldak | Woonhuis                  | 1927                                                              | W.M. Dudok                                                                             | Jan van der Heijdenstraat 277, Spreeuwenstraat 1-11, Merelstraat 40 | 52° 13' 24" NB, 5° 11' 36" OL | 407582 | Meer afbeeldingen |
| Zuidwestelijke woningreeks met winkelhuis | Woonhuis                  | 1927                                                              | W.M. Dudok                                                                             | Jan van der Heijdenstraat 279-287                                   | 52° 13' 23" NB, 5° 11' 36" OL | 407589 | Meer afbeeldingen |
| Gevarieerd samengestelde reeks van vier woningen op L-vormige grondslag met poort aan rechterzijde                                                                                        | Woonhuis                  | 1927                                                              | W.M. Dudok                                                                             | Spreeuwenstraat 2-8                                                 | 52° 13' 24" NB, 5° 11' 37" OL | 407595 | Meer afbeeldingen |
| Zuidoostelijke woningreeks | Appartementengebouw       | 1927                                                              | W.M. Dudok                                                                             | Merelstraat 42-50                                                   | 52° 13' 23" NB, 5° 11' 39" OL | 407601 | Zuidoostelijke woningreeks |
| Terrein waarin vier grafheuvels | Archeologisch monument    | Neolithicum en/of Bronstijd                                       |                                                                                        |                                                                     | 52° 11' 53" NB, 5° 10' 18" OL | 45545  | Upload foto |
| Terrein waarin twee a drie grafheuvels | Archeologisch monument    | Neolithicum en/of Bronstijd                                       |                                                                                        |                                                                     | 52° 12' 1" NB, 5° 10' 14" OL  | 45546  | Upload foto |
| Tien grafheuvels met 10 meterzone | Archeologisch monument    | Neolithicum en/of Bronstijd                                       |                                                                                        |                                                                     | 52° 14' 51" NB, 5° 11' 9" OL  | 45549  | Upload foto |
| Terrein met zes a zeven grafheuvels Overblijfselen van bewoning Urnenveld Resten van een nederzetting Terrein waarin een rechthoekige omwalling                                           | Archeologisch monument    | Neolithicum, de Bronstijd, de IJzertijd en de vroege Middeleeuwen |                                                                                        |                                                                     | 52° 14' 57" NB, 5° 10' 45" OL | 45550  | Upload foto |
| Sanatorium Zonnestraal | Gezondheidszorg           | 1926-1934                                                         | Jan Duiker en Bernard Bijvoet                                                          | Loosdrechtse Bos 7                                                  | 52° 12' 4" NB, 5° 9' 10" OL   | 46771  | Meer afbeeldingen |
| O.L.V. Onbevl. Ontvangen | Kerk en kerkonderdeel     | 1910                                                              | W. te Riele                                                                            | Naarderstraat 106                                                   | 52° 13' 49" NB, 5° 10' 38" OL | 46772  | Meer afbeeldingen |
| Raadhuis | Overheidsgebouw           | 1927-31                                                           | W.M. Dudok                                                                             | Dudokpark 5                                                         | 52° 13' 45" NB, 5° 10' 14" OL | 46773  | Meer afbeeldingen |
| Vrijstaand woonhuis met garage | Woonhuis                  | 1929                                                              | P.J. Elling                                                                            | Hertog Hendriklaan 1                                                | 52° 14' 22" NB, 5° 9' 7" OL   | 46774  | Meer afbeeldingen |
| Woonhuis met garage | Woonhuis                  | 1930                                                              | P.J. Elling                                                                            | Joelaan 2                                                           | 52° 14' 6" NB, 5° 8' 54" OL   | 46775  | Meer afbeeldingen |
| St-Clemens Maria Hofbauer-kerk | Kerk en kerkonderdeel     | 1913-1914                                                         | Jac. van Gils                                                                          | Bosdrift 53                                                         | 52° 12' 52" NB, 5° 9' 56" OL  | 506205 | Meer afbeeldingen |
| Villa met opnieuw opgetrokken dak en met bijbehorende erfafscheiding | Woonhuis                  | 1881-1889                                                         |                                                                                        | Peerlkamplaan 20                                                    | 52° 13' 31" NB, 5° 9' 60" OL  | 508268 | Meer afbeeldingen |
| Voormalige militaire commandobunker, bijgenaamd 'Blaskowitzbunker' | Kazemat                   | 1943                                                              | Plaatselijke Bauabteilung                                                              | Rossinilaan 52                                                      | 52° 14' 26" NB, 5° 9' 32" OL  | 511322 | Meer afbeeldingen |
| NCRV-studio | Welzijn, kunst en cultuur | 1938-1941                                                         | J.H. van der Veen                                                                      | Schuttersweg 10                                                     | 52° 13' 31" NB, 5° 9' 29" OL  | 512601 | Meer afbeeldingen |
| KRO-studio | Welzijn, kunst en cultuur | 1936-1938                                                         | A. Maas                                                                                | Emmastraat 52                                                       | 52° 13' 12" NB, 5° 10' 49" OL | 512602 | KRO-studio |
| Voormalige fabrikeurswoning met tapijtfabriek | Industrie                 | 1918                                                              |                                                                                        | Groest 104                                                          | 52° 13' 25" NB, 5° 10' 38" OL | 522689 | Meer afbeeldingen |
| Voormalige ververijen | Industrie                 | tweede helft 19e eeuw                                             |                                                                                        | Groest 106                                                          | 52° 13' 25" NB, 5° 10' 38" OL | 522690 | Voormalige ververijen |
| IJzeren erfafscheidingen | Erfscheiding              | tweede helft 19e eeuw                                             |                                                                                        | Groest bij 104                                                      | 52° 13' 25" NB, 5° 10' 36" OL | 522691 | IJzeren erfafscheidingen |
| Grote Kerk | Kerk en kerkonderdeel     | 1890-1891                                                         |                                                                                        | Kerkbrink 4                                                         | 52° 13' 28" NB, 5° 10' 16" OL | 522693 | Meer afbeeldingen |
| Tuinhuis | Tuin, park en plantsoen   | 18e eeuw                                                          |                                                                                        | Kerkbrink bij 4                                                     | 52° 13' 28" NB, 5° 10' 17" OL | 522694 | Meer afbeeldingen |
| Catechisatielokaal | Kerk en kerkonderdeel     | 19e eeuw                                                          |                                                                                        | Oude Torenstraat 4                                                  | 52° 13' 28" NB, 5° 10' 16" OL | 522695 | Meer afbeeldingen |
| Pastorie | Kerkelijke dienstwoning   | 1892                                                              | P.J.H. Cuypers (ontw.) J.Th.J. Cuypers (uitw.)                                         | Emmastraat 7                                                        | 52° 13' 19" NB, 5° 10' 45" OL | 522697 | Meer afbeeldingen |
| Parochiehuis "De Schaapskooi" | Vergadering en vereniging | 1891-1892                                                         | P.J.H. Cuypers (ontw.) J.Th.J. Cuypers (uitw.)                                         | Emmastraat bij 5                                                    | 52° 13' 19" NB, 5° 10' 45" OL | 522698 | Meer afbeeldingen |
| AVRO-studio 1 | Welzijn, kunst en cultuur | 1934-1936                                                         | B. Merkelbach en Ch.F. Karsten                                                         | 's-Gravelandseweg 50                                                | 52° 13' 37" NB, 5° 10' 9" OL  | 522700 | Meer afbeeldingen |
| AVRO-studio 2 | Welzijn, kunst en cultuur | 1938-1940                                                         | B. Merkelbach en Ch.F. Karsten                                                         | 's-Gravelandseweg 52                                                | 52° 13' 40" NB, 5° 10' 4" OL  | 522701 | Meer afbeeldingen |
| Ostwalt | Woonhuis                  | 1898                                                              |                                                                                        | Witte Kruislaan 6                                                   | 52° 14' 21" NB, 5° 9' 51" OL  | 522703 | Ostwalt |
| Tuinaanleg bestaande uit binnentuin en siertuin | Tuin, park en plantsoen   | 1898                                                              |                                                                                        | Witte Kruislaan 6                                                   | 52° 14' 20" NB, 5° 9' 46" OL  | 522704 | Upload foto |
| Sonneheerdt: villa | Woonhuis                  | 1910                                                              | E. Verschuyl                                                                           | Hertog Hendriklaan 8                                                | 52° 14' 22" NB, 5° 9' 0" OL   | 522706 | Sonneheerdt: villa |
| Sonneheerdt: erfscheiding | Erfscheiding              | 1910                                                              |                                                                                        | Hertog Hendriklaan 8                                                | 52° 14' 22" NB, 5° 9' 1" OL   | 522707 | Meer afbeeldingen |
| De Blauwe Vogel | Dienstwoning              | 1903                                                              | E. Verschuyl                                                                           | Mozartlaan 9                                                        | 52° 14' 10" NB, 5° 9' 24" OL  | 522709 | De Blauwe Vogel |
| Prieel, behorende tot het complex 'De Blauwe vogel' | Tuin, park en plantsoen   | 1903                                                              | E. Verschuyl                                                                           | Mozartlaan bij 9                                                    | 52° 14' 10" NB, 5° 9' 24" OL  | 522710 | Upload foto |
| Villa | Woonhuis                  | 1936                                                              | P.J. Elling                                                                            | Rossinilaan 11                                                      | 52° 14' 20" NB, 5° 9' 30" OL  | 522712 | Meer afbeeldingen |
| Garage | Opslag                    | 1939                                                              | P.J. Elling                                                                            | Rossinilaan 11                                                      | 52° 14' 20" NB, 5° 9' 30" OL  | 522713 | Upload foto |
| 1e complex arbeiderbouwvereniging | Woonhuis                  | 1911-1912                                                         | E. Verschuyl                                                                           | Neuweg 251                                                          | 52° 12' 49" NB, 5° 10' 18" OL | 522715 | Upload foto |
| Derde complex arbeiderswoningen | Woonhuis                  | 1914-1915                                                         | E. Verschuyl                                                                           | Egelantierstraat 99                                                 | 52° 12' 51" NB, 5° 10' 20" OL | 522716 | Upload foto |
| Begraafplaatsaula, behorende tot het complex 'Algemene begraafplaats bosdrift' | Begraafplaats en -onderdl | 1889                                                              | P. Andriessen                                                                          | Bosdrift 12                                                         | 52° 13' 5" NB, 5° 9' 54" OL   | 522718 | Begraafplaatsaula, behorende tot het complex 'Algemene begraafplaats bosdrift'                                                                   |
| Algemene begraafplaats Bosdrift | Begraafplaats en -onderdl | 1889 (bouw) 1912 (uitbr.)                                         | L.A. Springer P. Andriessen                                                            | Bosdrift 12                                                         | 52° 13' 5" NB, 5° 9' 54" OL   | 522719 | Algemene begraafplaats Bosdrift |
| Algemene begraafplaats Bosdrift: erfscheiding | Erfscheiding              | 1889                                                              | P. Andriessen                                                                          | Bosdrift 12                                                         | 52° 13' 5" NB, 5° 9' 54" OL   | 522720 | Meer afbeeldingen |
| Oud-katholieke Sint Vituskerk Vitus | Kerk en kerkonderdeel     | 1889                                                              | P.A. Weeldenburg                                                                       | Melkpad 12                                                          | 52° 13' 40" NB, 5° 10' 28" OL | 522722 | Oud-katholieke Sint Vituskerk Vitus |
| Pastorie | Kerkelijke dienstwoning   | 1889                                                              | P.A. Weeldenburg                                                                       | Melkpad 14                                                          | 52° 13' 40" NB, 5° 10' 28" OL | 522723 | Meer afbeeldingen |
| Multatulischool/De Wegwijzer | Onderwijs en wetenschap   | 1930                                                              | W.M. Dudok                                                                             | Sumatralaan 40                                                      | 52° 14' 5" NB, 5° 10' 28" OL  | 522725 | Meer afbeeldingen |
| De Wegwijzer: Transformatorgebouw | Nutsbedrijf               | 1930                                                              | W.M. Dudok                                                                             | Sumatralaan 40                                                      | 52° 14' 5" NB, 5° 10' 28" OL  | 522726 | Meer afbeeldingen |
| Voormalige rooms-katholieke kerk Sint-Josephkerk | Kerk en kerkonderdeel     | 1935-1936                                                         | N. Andriessen                                                                          | Pelikaanstraat 32                                                   | 52° 13' 30" NB, 5° 11' 26" OL | 522738 | Meer afbeeldingen |
| Voormalige pastorie, behorende tot het complex 'Veenshof' | Kerkelijke dienstwoning   | 1935-1936                                                         | Nico Andriessen                                                                        | Pelikaanstraat 32                                                   | 52° 13' 31" NB, 5° 11' 26" OL | 522739 | Voormalige pastorie, behorende tot het complex 'Veenshof'                                                                                        |
| Rijtje van 5 woningen | Woonhuis                  | 1935-1936                                                         | Nico Andriessen                                                                        | Veenshof 26                                                         | 52° 13' 29" NB, 5° 11' 26" OL | 522740 | Rijtje van 5 woningen |
| Rijtje van 8 woningen | Woonhuis                  | 1935-1936                                                         | Nico Andriessen                                                                        | Veenshof 2-16                                                       | 52° 13' 28" NB, 5° 11' 25" OL | 522741 | Rijtje van 8 woningen |
| Arbeiderswoningen, Veenshof zijde Nachtegaalstraat | Woonhuis                  | 1935-1936                                                         | N. Andriessen                                                                          | Nachtegaalstraat 35                                                 | 52° 13' 28" NB, 5° 11' 26" OL | 522742 | Meer afbeeldingen |
| Boerderij, hoofdonderdeel van het boerderijcomplex 'soestdijkerstraatweg 145' in neoclassicistische stijl met vakwerkelementen, vrijstaand gesit                                          | Boerderij                 | 1850-1900                                                         |                                                                                        | Soestdijkerstraatweg 145                                            | 52° 12' 52" NB, 5° 12' 41" OL | 522744 | Boerderij, hoofdonderdeel van het boerderijcomplex 'soestdijkerstraatweg 145' in neoclassicistische stijl met vakwerkelementen, vrijstaand gesit |
| Schuur in neoclassicistische stijl met vakwerkelementen | Boerderij                 | 1850-1940                                                         |                                                                                        | Soestdijkerstraatweg 147                                            | 52° 12' 52" NB, 5° 12' 41" OL | 522745 | Schuur in neoclassicistische stijl met vakwerkelementen                                                                                          |
| De Zwaluwenberg | Woonhuis                  | 1914-1916                                                         | Fouke Kuypers                                                                          | Utrechtseweg 225                                                    | 52° 11' 6" NB, 5° 10' 50" OL  | 522747 | De Zwaluwenberg |
| De Zwaluwenberg: conciergewoning | Woonhuis                  | 1916-1939                                                         | F. Kuipers                                                                             | Utrechtseweg 221                                                    | 52° 11' 8" NB, 5° 10' 37" OL  | 522748 | Upload foto |
| Kruisheide: villa | Woonhuis                  | 1914                                                              | J. van der Lip                                                                         | Larixlaan 5                                                         | 52° 12' 25" NB, 5° 10' 47" OL | 522750 | Upload foto |
| Kruisheide: koetshuis | Bijgebouwen kastelen enz. | 1920                                                              | H. Elzinga                                                                             | Bremlaan 5                                                          | 52° 12' 25" NB, 5° 10' 47" OL | 522751 | Upload foto |
| Waterput met drinkbak, behorende tot het complex, 'Kruisheide' | Boerderij                 | 1919-1920                                                         | H. Elzinga                                                                             | Larixlaan bij 5                                                     | 52° 12' 25" NB, 5° 10' 47" OL | 522752 | Upload foto |
| De Pampahoeve | Kasteel, buitenplaats     | 1911                                                              |                                                                                        | Loosdrechtse Bos 7                                                  | 52° 12' 8" NB, 5° 9' 18" OL   | 522754 | Meer afbeeldingen |
| Blokje van drie nazorgwoningen, onderdeel van het complex zonnestraal | Woonhuis                  | 1938-1939                                                         | B. Bijvoet                                                                             | Loosdrechtse Bos 31                                                 | 52° 12' 29" NB, 5° 8' 51" OL  | 522757 | Meer afbeeldingen |
| Gedenkbank | Gedenkteken               | 1938                                                              |                                                                                        | Loosdrechtse Bos bij 27                                             | 52° 12' 29" NB, 5° 8' 49" OL  | 522758 | Upload foto |
| Tbc-huisje van het open type, bestemd voor de nazorgpatienten | Gezondheidszorg           | 1927                                                              | J. Duiker                                                                              | Loosdrechtse Bos 7                                                  | 52° 12' 8" NB, 5° 9' 18" OL   | 522762 | Upload foto |
| Woonhuis in eclectische trant met neoclassicistische detaillering | Woonhuis                  | 1855 ca. 1900 (verb. of uitbr.)                                   |                                                                                        | 's-Gravelandseweg 41 a                                              | 52° 13' 35" NB, 5° 10' 9" OL  | 522768 | Meer afbeeldingen |
| Voormalig koetshuis | Bijgebouwen kastelen enz. | 1855 1989 (verb. of uitbr.)                                       |                                                                                        | P.C. Hooftweg 32                                                    | 52° 13' 36" NB, 5° 10' 9" OL  | 522769 | Upload foto |
| Kantoor De Gooi- en Eemlander | Handel en kantoor         | 1928                                                              | Jacobus van Laren                                                                      | Groest 21                                                           | 52° 13' 33" NB, 5° 10' 40" OL | 522770 | Kantoor De Gooi- en Eemlander |
| Emma-apotheek | Gezondheidszorg           | 1920-1921                                                         | H.F. Sijmons en Th. Rueter                                                             | Nassaulaan 2                                                        | 52° 13' 16" NB, 5° 10' 43" OL | 522771 | Emma-apotheek |
| Goois Museum | Bestuursgebouw en onderdl | 1880-1881                                                         | onbekend                                                                               | Kerkbrink 6                                                         | 52° 13' 27" NB, 5° 10' 17" OL | 522772 | Meer afbeeldingen |
| Zout- en zandbunker | Opslag                    | 1940-1941                                                         | W.M. Dudok                                                                             | Haven 1                                                             | 52° 13' 11" NB, 5° 9' 56" OL  | 522773 | Meer afbeeldingen |
| Villa in schilderachtige eclectische trant | Woonhuis                  | 1880                                                              | mogelijk ontworpen door J. de Groot                                                    | Boomberglaan 4                                                      | 52° 13' 25" NB, 5° 9' 58" OL  | 522774 | Villa in schilderachtige eclectische trant |
| Villa en erfafscheiding | Woonhuis                  | ca. 1880                                                          | waarschijnlijk J. de Groot D.H. en C.M. Bakker (uitbr.)                                | Boomberglaan 57                                                     | 52° 13' 29" NB, 5° 9' 55" OL  | 522775 | Villa en erfafscheiding |
| Villa in neo-renaissancestijl met bijbehorende erfafscheiding | Horeca                    | ca. 1840 (bouw) 1889 (verb.) 1932 (verb.)                         | I. Gosschalk                                                                           | 's-Gravelandseweg 55 a                                              | 52° 13' 38" NB, 5° 10' 1" OL  | 522776 | Meer afbeeldingen |
| De Unie | Woonhuis                  | 1882 1906 (verb. tot sociëteit) 1913 (erfafscheiding)             | J.W. Hanrath (verb.)                                                                   | 's-Gravelandseweg 57                                                | 52° 13' 39" NB, 5° 9' 59" OL  | 522777 | Meer afbeeldingen |
| Lindeheuvel | Woonhuis                  | ca. 1893                                                          | J.W. Meijer                                                                            | 's-Gravelandseweg 63                                                | 52° 13' 43" NB, 5° 9' 54" OL  | 522778 | Lindeheuvel |
| Villa in neo-renaissancestijl | Woonhuis                  | ca. 1893                                                          | J.W. Meijer                                                                            | 's-Gravelandseweg 65                                                | 52° 13' 43" NB, 5° 9' 53" OL  | 522779 | Villa in neo-renaissancestijl |
| Villa in neo-renaissancestijl | Woonhuis                  | 1935                                                              | J.W. Meijer                                                                            | 's-Gravelandseweg 67                                                | 52° 13' 44" NB, 5° 9' 52" OL  | 522780 | Villa in neo-renaissancestijl |
| Villa in neo-renaissancestijl | Woonhuis                  | 1893                                                              | J.W. Meijer                                                                            | 's-Gravelandseweg 69                                                | 52° 13' 45" NB, 5° 9' 51" OL  | 522781 | Villa in neo-renaissancestijl |
| Villa in neo-renaissancestijl | Woonhuis                  | 1893                                                              | J.W. Meijer                                                                            | 's-Gravelandseweg 71                                                | 52° 13' 46" NB, 5° 9' 50" OL  | 522782 | Villa in neo-renaissancestijl |
| Villa in neo-renaissancestijl | Woonhuis                  | 1893                                                              | J.W. Meijer                                                                            | 's-Gravelandseweg 73                                                | 52° 13' 46" NB, 5° 9' 49" OL  | 522783 | Villa in neo-renaissancestijl |
| Huize Peerlkamp | Woonhuis                  | 1907                                                              | J.R. de Jong                                                                           | P.C. Hooftweg 1                                                     | 52° 13' 30" NB, 5° 10' 6" OL  | 522784 | Huize Peerlkamp |
| Villa in chaletstijl met art-nouveau-invloed | Woonhuis                  | 1907                                                              | J.R. de Jong                                                                           | P.C. Hooftweg 3                                                     | 52° 13' 30" NB, 5° 10' 6" OL  | 522785 | Villa in chaletstijl met art-nouveau-invloed |
| Villa 'Hooftsburgh' in neo-hollandse renaissancestijl met bijbehorende erfscheiding | Woonhuis                  | 1907                                                              | J.J. (Co) Brandes                                                                      | P.C. Hooftweg 5                                                     | 52° 13' 31" NB, 5° 10' 6" OL  | 522786 | Villa 'Hooftsburgh' in neo-hollandse renaissancestijl met bijbehorende erfscheiding                                                              |
| Villa in eclectische trant met erfafscheiding | Woonhuis                  | 1890                                                              | J. de Groot                                                                            | Peerlkamplaan 1A                                                    | 52° 13' 29" NB, 5° 10' 5" OL  | 522787 | Villa in eclectische trant met erfafscheiding |
| Villa in eclectische trant met overwegend neoclassicistische detaillering | Woonhuis                  | 1890                                                              | J. de Groot                                                                            | Peerlkamplaan 5                                                     | 52° 13' 29" NB, 5° 10' 3" OL  | 522788 | Villa in eclectische trant met overwegend neoclassicistische detaillering                                                                        |
| Vreewijk | Woonhuis                  | 1890                                                              | J. de Groot                                                                            | Peerlkamplaan 3                                                     | 52° 13' 29" NB, 5° 10' 4" OL  | 522789 | Vreewijk |
| Villa in schilderachtige eclectische trant | Woonhuis                  | 1889                                                              | J. de Groot                                                                            | Peerlkamplaan 7                                                     | 52° 13' 29" NB, 5° 10' 1" OL  | 522790 | Villa in schilderachtige eclectische trant |
| Koetshuis van twee bouwlagen in schilderachtige eclectische trant | Bijgebouwen kastelen enz. | 1880                                                              |                                                                                        | Peerlkamplaan 8                                                     | 52° 13' 30" NB, 5° 10' 5" OL  | 522791 | Koetshuis van twee bouwlagen in schilderachtige eclectische trant                                                                                |
| Villa in chaletstijl | Woonhuis                  | 1880                                                              |                                                                                        | Peerlkamplaan 12                                                    | 52° 13' 30" NB, 5° 10' 4" OL  | 522792 | Villa in chaletstijl |
| Dubbele villa in schilderachtige eclectische trant | Woonhuis                  | 1892                                                              | J. de Groot                                                                            | Peerlkamplaan 14-16                                                 | 52° 13' 31" NB, 5° 10' 2" OL  | 522793 | Dubbele villa in schilderachtige eclectische trant                                                                                               |
| Villa in eclectische trant met neoclassicistische detaillering en bijbehorende erfafscheiding                                                                                             | Woonhuis                  | 1889                                                              | J. de Groot                                                                            | Albertus Perkstraat 12                                              | 52° 13' 35" NB, 5° 10' 3" OL  | 522794 | Meer afbeeldingen |
| Villa in Chaletstijl met bijbehorend erfafscheiding | Woonhuis                  | 1890                                                              |                                                                                        | Albertus Perkstraat 31                                              | 52° 13' 33" NB, 5° 10' 5" OL  | 522795 | Villa in Chaletstijl met bijbehorend erfafscheiding                                                                                              |
| Villa in schilderachtige eclectische trant | Woonhuis                  | 1892                                                              | J. de Groot                                                                            | Albertus Perkstraat 35                                              | 52° 13' 33" NB, 5° 10' 2" OL  | 522796 | Villa in schilderachtige eclectische trant |
| Villa met bijbehorende erfscheiding in schilderachtige eclectische trant | Woonhuis                  | 1895                                                              | J. de Groot                                                                            | Albertus Perkstraat 59                                              | 52° 13' 34" NB, 5° 9' 48" OL  | 522797 | Villa met bijbehorende erfscheiding in schilderachtige eclectische trant                                                                         |
| Dubbele villa met bijbehorende erfscheiding, in schilderachtige eclectische trant | Woonhuis                  | 1894                                                              | J. de Groot                                                                            | Albertus Perkstraat 65                                              | 52° 13' 34" NB, 5° 9' 46" OL  | 522798 | Dubbele villa met bijbehorende erfscheiding, in schilderachtige eclectische trant                                                                |
| Dubbele villa met bijbehorende erfscheiding, in schilderachtige eclectische trant | Woonhuis                  | 1897                                                              | J. de Groot                                                                            | Albertus Perkstraat 71                                              | 52° 13' 34" NB, 5° 9' 42" OL  | 522799 | Dubbele villa met bijbehorende erfscheiding, in schilderachtige eclectische trant                                                                |
| Elisabeth | Woonhuis                  | 1883-1884                                                         |                                                                                        | De Rijklaan 7                                                       | 52° 13' 26" NB, 5° 9' 27" OL  | 522800 | Upload foto |
| Verenigingsgebouw van de padvinders in de stijl van de Amsterdamse school | Vergadering en vereniging | 1921                                                              | Jacobus van Laren                                                                      | Schuttersweg 34                                                     | 52° 13' 41" NB, 5° 9' 23" OL  | 522801 | Verenigingsgebouw van de padvinders in de stijl van de Amsterdamse school                                                                        |
| Dubbele villa in schilderachtige eclectische trant | Woonhuis                  | 1892                                                              | J. de Groot                                                                            | Spieghellaan 3                                                      | 52° 13' 32" NB, 5° 10' 2" OL  | 522802 | Dubbele villa in schilderachtige eclectische trant                                                                                               |
| 't Zuydenhoek | Woonhuis                  | 1908                                                              | G. Gijzel                                                                              | Spieghellaan 2                                                      | 52° 13' 30" NB, 5° 10' 4" OL  | 522803 | 't Zuydenhoek |
| Dubbele villa in schilderachtige eclectische trant uit omstreeks 1895, met bijbehorende erfscheiding                                                                                      | Woonhuis                  | 1895                                                              | J. de Groot                                                                            | Spieghellaan 7                                                      | 52° 13' 32" NB, 5° 10' 2" OL  | 522804 | Dubbele villa in schilderachtige eclectische trant uit omstreeks 1895, met bijbehorende erfscheiding                                             |
| Villa in eclectische trant | Woonhuis                  | 1890                                                              |                                                                                        | Torenlaan 30                                                        | 52° 13' 28" NB, 5° 10' 6" OL  | 522805 | Villa in eclectische trant |
| Villa met bijbehorende erfafscheiding | Woonhuis                  | ca. 1850 ca. 1880                                                 | J. de Groot                                                                            | Torenlaan 35                                                        | 52° 13' 27" NB, 5° 10' 5" OL  | 522806 | Villa met bijbehorende erfafscheiding |
| Villa met bijbehorende erfafscheiding | Woonhuis                  | ca. 1890                                                          | J. de Groot                                                                            | Torenlaan 36                                                        | 52° 13' 28" NB, 5° 10' 4" OL  | 522807 | Villa met bijbehorende erfafscheiding |
| Dubbele villa in eclectische trant met bijbehorende erfscheiding, gesitueerd in villawijk 'De boomberg'                                                                                   | Woonhuis                  | ca. 1880                                                          | J. de Groot                                                                            | Torenlaan 39                                                        | 52° 13' 27" NB, 5° 10' 3" OL  | 522808 | Dubbele villa in eclectische trant met bijbehorende erfscheiding, gesitueerd in villawijk 'De boomberg'                                          |
| Villa in electische trant | Woonhuis                  | 1886                                                              | J. de Groot                                                                            | Torenlaan 38                                                        | 52° 13' 28" NB, 5° 10' 2" OL  | 522809 | Villa in electische trant |
| Dubbele villa in eclectische trant met bijbehorende erfscheiding | Woonhuis                  | ca. 1880                                                          | mogelijk J. de Groot                                                                   | Torenlaan 41-43                                                     | 52° 13' 27" NB, 5° 10' 1" OL  | 522810 | Dubbele villa in eclectische trant met bijbehorende erfscheiding                                                                                 |
| Villa 'Rozenhagen' | Woonhuis                  | 1886                                                              | J. de Groot                                                                            | Torenlaan 42                                                        | 52° 13' 28" NB, 5° 10' 1" OL  | 522811 | Villa 'Rozenhagen' |
| Vilal in eclectische trant | Woonhuis                  | ca. 1880                                                          | J. de Groot                                                                            | Torenlaan 45                                                        | 52° 13' 27" NB, 5° 9' 60" OL  | 522812 | Vilal in eclectische trant |
| Villa in eclectische trant | Woonhuis                  | 1885                                                              | J. de Groot                                                                            | Vondellaan 10                                                       | 52° 13' 26" NB, 5° 10' 3" OL  | 522813 | Upload foto |
| De Kameel | Woonhuis                  | 1929                                                              | J. Dullaart                                                                            | Celebeslaan 47                                                      | 52° 14' 1" NB, 5° 10' 17" OL  | 522814 | Upload foto |
| Oude watertoren | Nutsbedrijf               | 1893                                                              | Compagnie Générale des Conduites d'Eau                                                 | Jacobus Pennweg 16                                                  | 52° 14' 3" NB, 5° 9' 50" OL   | 522815 | Meer afbeeldingen |
| Buen Retiro | Woonhuis                  | 1875                                                              | I. Gosschalk                                                                           | Trompenbergerweg 6                                                  | 52° 14' 1" NB, 5° 9' 43" OL   | 522816 | Meer afbeeldingen |
| Voormalige tuinmanswoning | Dienstwoning              | 1902                                                              | E. Verschuyl                                                                           | Beethovenlaan 1                                                     | 52° 14' 3" NB, 5° 9' 36" OL   | 522817 | Meer afbeeldingen |
| Villa in Engelse landhuisstijl | Woonhuis                  | 1910                                                              | K.P.C. de Bazel                                                                        | Beethovenlaan 29                                                    | 52° 14' 17" NB, 5° 9' 22" OL  | 522818 | Upload foto |
| Hof en Haerd | Woonhuis                  | 1906                                                              | Johan Wilhelm Hanrath                                                                  | Blesboklaan 4                                                       | 52° 14' 9" NB, 5° 8' 41" OL   | 522819 | Meer afbeeldingen |
| Landhuis, gebouwd voor eigen bewoning in Gooise landhuisstijl | Woonhuis                  | 1926                                                              | E.G. Middag                                                                            | Bussumergrintweg 3                                                  | 52° 14' 1" NB, 5° 9' 34" OL   | 522820 | Upload foto |
| Landhuis | Woonhuis                  | 1927                                                              | J. van Laren                                                                           | Bussumergrintweg 19                                                 | 52° 14' 10" NB, 5° 9' 39" OL  | 522821 | Upload foto |
| Voormalig koetshuis met inpandige koetsierswoning | Bijgebouwen kastelen enz. | 1898                                                              | A. Salm                                                                                | 's-Gravelandseweg 144                                               | 52° 13' 60" NB, 5° 9' 24" OL  | 522822 | Meer afbeeldingen |
| Voormalig tolhuis | Overheidsgebouw           | 1900                                                              |                                                                                        | 's-Gravelandseweg 182                                               | 52° 14' 12" NB, 5° 8' 46" OL  | 522823 | Voormalig tolhuis |
| Villa in art nouveau stijl met chalet-stijl elementen | Woonhuis                  | 1902                                                              | J.H. Slot                                                                              | Hoflaan 2                                                           | 52° 14' 7" NB, 5° 9' 6" OL    | 522824 | Villa in art nouveau stijl met chalet-stijl elementen                                                                                            |
| Villa | Woonhuis                  | 1903                                                              | J. Bol                                                                                 | Hoflaan 7                                                           | 52° 14' 10" NB, 5° 9' 4" OL   | 522825 | Upload foto |
| Vogelsangh | Woonhuis                  | 1913                                                              | C. de Groot en C.J. Kruisweg                                                           | Nimrodlaan 12                                                       | 52° 14' 19" NB, 5° 9' 2" OL   | 522826 | Vogelsangh |
| Villa | Woonhuis                  | 1903                                                              | J. Bol                                                                                 | Parklaan 1                                                          | 52° 14' 10" NB, 5° 9' 2" OL   | 522827 | Upload foto |
| D'Olijftak | Woonhuis                  | 1904                                                              | J.W. Hanrath                                                                           | Rossinilaan 4                                                       | 52° 14' 17" NB, 5° 9' 33" OL  | 522828 | D'Olijftak |
| 't Heem | Woonhuis                  | 1912                                                              | E. Verschuyl                                                                           | Rossinilaan 9                                                       | 52° 14' 19" NB, 5° 9' 30" OL  | 522829 | 't Heem |
| Landhuis | Woonhuis                  | 1927                                                              | J.W. Hanrath en J.D. Hanrath                                                           | Wagnerlaan 30                                                       | 52° 14' 8" NB, 5° 9' 24" OL   | 522830 | Upload foto |
| Villa in eclectische bouwtrant waarbij Art Nouveau en Chalet-stijl zijn gecombineerd | Woonhuis                  | 1907                                                              | R. Mouw                                                                                | Minister Hartsenlaan 6                                              | 52° 13' 36" NB, 5° 10' 20" OL | 522831 | Upload foto |
| Villa met tuinhek in eclectische bouwtrant waarbij Art Nouveau en Chaletstijl zijn gecombineerd                                                                                           | Woonhuis                  | 1905                                                              | C. de Groot                                                                            | Minister Hartsenlaan 7                                              | 52° 13' 37" NB, 5° 10' 19" OL | 522832 | Villa met tuinhek in eclectische bouwtrant waarbij Art Nouveau en Chaletstijl zijn gecombineerd                                                  |
| Dubbele villa in eclectische bouwtrant waarbij Jugendstil- en Chaletstijl elementen zijn gecombineerd                                                                                     | Woonhuis                  | 1901                                                              | J.H. Slot                                                                              | Naarderstraat 97                                                    | 52° 13' 48" NB, 5° 10' 33" OL | 522833 | Dubbele villa in eclectische bouwtrant waarbij Jugendstil- en Chaletstijl elementen zijn gecombineerd                                            |
| Dubbele villa in eclectische bouwtrant waarbij Jugendstil en Chaletstijl elementen zijn gecombineerd                                                                                      | Woonhuis                  | 1907                                                              | J. Carnos                                                                              | Burgemeester Van Hellenberg Hubarlaan 1                             | 52° 13' 41" NB, 5° 10' 23" OL | 522834 | Dubbele villa in eclectische bouwtrant waarbij Jugendstil en Chaletstijl elementen zijn gecombineerd                                             |
| Dubbele villa in eclectische bouwtrant waarbij neoclassicistische en chaletstijl elementen zijn gecombineerd                                                                              | Woonhuis                  | 1898                                                              | J. de Groot                                                                            | Burgemeester Lambooylaan 13                                         | 52° 13' 42" NB, 5° 10' 20" OL | 522835 | Upload foto |
| Dubbele villa in eclectische bouwtrant waarbij neoclassicistische en chaletstijl elementen zijn gecombineerd                                                                              | Woonhuis                  | 1897-1898                                                         | H. de Groot en W. Heemskerk                                                            | Burgemeester Lambooylaan 17                                         | 52° 13' 43" NB, 5° 10' 20" OL | 522836 | Dubbele villa in eclectische bouwtrant waarbij neoclassicistische en chaletstijl elementen zijn gecombineerd                                     |
| Rustoord | Woonhuis                  | 1899                                                              | J. de Groot                                                                            | Burgemeester Lambooylaan 19                                         | 52° 13' 44" NB, 5° 10' 20" OL | 522837 | Upload foto |
| Villa | Woonhuis                  | 1898                                                              | C. de Groot                                                                            | Burgemeester Lambooylaan 21                                         | 52° 13' 45" NB, 5° 10' 20" OL | 522838 | Villa |
| Dubbele villa in eclectische bouwtrant waarbij neoclassicistische en chaletstijl-elementen zijn gecombineerd                                                                              | Woonhuis                  | 1899                                                              | J. de Groot                                                                            | Burgemeester Lambooylaan 25                                         | 52° 13' 45" NB, 5° 10' 21" OL | 522839 | Dubbele villa in eclectische bouwtrant waarbij neoclassicistische en chaletstijl-elementen zijn gecombineerd                                     |
| Dubbele villa met tuinhek voor nummer 29 in eclectische bouwtrant gecombineerd met chaletstijl-elementen                                                                                  | Woonhuis                  | 1900                                                              | J. de Groot                                                                            | Burgemeester Lambooylaan 29                                         | 52° 13' 46" NB, 5° 10' 23" OL | 522840 | Dubbele villa met tuinhek voor nummer 29 in eclectische bouwtrant gecombineerd met chaletstijl-elementen                                         |
| Villa met bijbehorend tuinhek | Woonhuis                  | 1900                                                              | J. de Groot                                                                            | Burgemeester Lambooylaan 31                                         | 52° 13' 46" NB, 5° 10' 24" OL | 522841 | Upload foto |
| De Vereeniging | Welzijn, kunst en cultuur | 1905                                                              | A. Salm                                                                                | Oude Enghweg 19                                                     | 52° 13' 41" NB, 5° 10' 14" OL | 522842 | De Vereeniging |
| Berkheide | Woonhuis                  | 1882                                                              | E. Verschuyl                                                                           | Van Hengellaan 2                                                    | 52° 14' 15" NB, 5° 9' 51" OL  | 522843 | Berkheide |
| VARA | Welzijn, kunst en cultuur | 1929-1932                                                         | A. Eibink en J.A. Snellebrand (eerste fase) B. Merkelbach en P.J. Elling (tweede fase) | Heuvellaan 33                                                       | 52° 13' 57" NB, 5° 9' 50" OL  | 522844 | Meer afbeeldingen |
| Reeks van vijf winkelwoningen | Werk-woonhuis             | 1912-1914                                                         | C. de Groot Jzn.                                                                       | 's-Gravelandseweg 46 en 46e en Minister Hartsenlaan 2               | 52° 13' 35" NB, 5° 10' 15" OL | 522845 | Reeks van vijf winkelwoningen |
| Bovenleidingportalen Spoorlijn Hilversum-Utrecht | Straatmeubilair           | 1938                                                              |                                                                                        | ong Amersfoortseweg e.o.                                            | 52° 13' 12" NB, 5° 11' 45" OL | 522846 | Bovenleidingportalen Spoorlijn Hilversum-Utrecht                                                                                                 |
| Heideveld | Woonhuis                  | 1875-1900                                                         | waarschijnlijk J.F. Klinkhamer                                                         | Soestdijkerstraatweg 88                                             | 52° 12' 45" NB, 5° 11' 54" OL | 522847 | Meer afbeeldingen |
| Villa | Woonhuis                  | 1912                                                              | Jacob London                                                                           | Soestdijkerstraatweg 90                                             | 52° 12' 44" NB, 5° 11' 56" OL | 522848 | Villa |
| Landhuis | Kasteel, buitenplaats     | 1904                                                              | J.W. Hanrath                                                                           | Utrechtseweg 40                                                     | 52° 12' 41" NB, 5° 10' 53" OL | 522849 | Landhuis |
| Alberdingk Thijmcollege | Onderwijs en wetenschap   | 1937-1938                                                         | N. Andriessen                                                                          | Emmastraat 56                                                       | 52° 13' 7" NB, 5° 10' 53" OL  | 522850 | Meer afbeeldingen |
| Woonhuis "De Mijlpaal" | Woonhuis                  | 1924-1925                                                         | J.C. Epen                                                                              | Bremlaan 2                                                          | 52° 12' 21" NB, 5° 10' 40" OL | 522851 | Upload foto |
| Landhuis "Benvenuta", oorspronkelijk "De Bult" | Woonhuis                  | 1923                                                              | J. Dullaart                                                                            | Iepenlaan 9                                                         | 52° 12' 12" NB, 5° 10' 39" OL | 522852 | Upload foto |
| Villa in zakelijk expressionistische bouwtrant | Woonhuis                  | 1926                                                              | W.M. Dudok                                                                             | Utrechtseweg 69                                                     | 52° 12' 32" NB, 5° 10' 55" OL | 522853 | Upload foto |
| De Wikke | Woonhuis                  | 1926                                                              | W.M. Dudok                                                                             | Utrechtseweg 71                                                     | 52° 12' 31" NB, 5° 10' 55" OL | 522854 | Meer afbeeldingen |
| Lorentzschool | Onderwijs en wetenschap   | 1930                                                              | W.M. Dudok                                                                             | Lorentzweg 135                                                      | 52° 13' 43" NB, 5° 11' 43" OL | 522855 | Meer afbeeldingen |
| De Zwaluwenberg | Tuin, park en plantsoen   | 1916-1920                                                         | B.C. van den Steenhoven                                                                | Utrechtseweg bij 225                                                | 52° 11' 6" NB, 5° 10' 52" OL  | 522856 | Meer afbeeldingen |
| Benvenuta | Woonhuis                  | 1928                                                              | J. Dullaart                                                                            | Bussumergrintweg 40                                                 | 52° 14' 14" NB, 5° 9' 43" OL  | 522857 | Upload foto |
| Bakstenen trapafsluiting | Tuin, park en plantsoen   | 1916                                                              | W.M. Dudok                                                                             | Badhuislaan t.o. 22                                                 | 52° 13' 18" NB, 5° 9' 31" OL  | 522858 | Meer afbeeldingen |
| Van Reesbank | Straatmeubilair           | 1932                                                              | H.A. van Anrooij                                                                       | Hoge Naarderweg 62                                                  | 52° 14' 1" NB, 5° 10' 5" OL   | 522859 | Van Reesbank |
| Villa "Hestia" | Woonhuis                  | 1860                                                              |                                                                                        | Utrechtseweg 29                                                     | 52° 12' 53" NB, 5° 10' 60" OL | 522860 | Villa "Hestia" |
| Landhuis Middlesex met atelier | Kasteel, buitenplaats     | 1921                                                              | Jacob London                                                                           | Soestdijkerstraatweg 110                                            | 52° 12' 37" NB, 5° 12' 16" OL | 522728 | Landhuis Middlesex met atelier |
| Middlesex, garage | Opslag                    | 1921                                                              |                                                                                        | Soestdijkerstraatweg 110                                            | 52° 12' 37" NB, 5° 12' 16" OL | 522729 | Middlesex, garage |
| Middlesex, tuinhuis | Tuin, park en plantsoen   | 1921                                                              | Jacob London                                                                           | Soestdijkerstraatweg 110                                            | 52° 12' 37" NB, 5° 12' 16" OL | 522730 | Upload foto |
| Middlesex, theehuis | Boerderij                 | 1923                                                              | Jacob London                                                                           | Soestdijkerstraatweg bij 110                                        | 52° 12' 37" NB, 5° 12' 15" OL | 522731 | Upload foto |
| Middlesex, tuinmanswoning | Bijgebouwen kastelen enz. | 1921                                                              | Jacob London                                                                           | Soestdijkerstraatweg 112                                            | 52° 12' 36" NB, 5° 12' 14" OL | 522732 | Middlesex, tuinmanswoning |
| Middlesex, peristyle | Bijgebouwen kastelen enz. | 1928                                                              | Jacob London                                                                           | Soestdijkerstraatweg bij 110                                        | 52° 12' 37" NB, 5° 12' 15" OL | 522733 | Upload foto |
| Middlesex, tuinmuren | Tuin, park en plantsoen   | 1921                                                              | Jacob London                                                                           | Soestdijkerstraatweg bij 110                                        | 52° 12' 36" NB, 5° 12' 16" OL | 522734 | Upload foto |
| Middlesex, vijver | Tuin, park en plantsoen   | 1921                                                              | Jacob London                                                                           | Soestdijkerstraatweg bij 110                                        | 52° 12' 36" NB, 5° 12' 16" OL | 522735 | Upload foto |
| Middlesex, waterput | Straatmeubilair           | 1921                                                              | Jacob London                                                                           | Soestdijkerstraatweg bij 110                                        | 52° 12' 36" NB, 5° 12' 16" OL | 522736 | Upload foto |
| Landhuis Zonnegaard | Woonhuis                  | 1919                                                              | J. van Laren                                                                           | Trompenbergerweg 35                                                 | 52° 14' 9" NB, 5° 9' 42" OL   | 528499 | Landhuis Zonnegaard |
| Franse Kamp: schuilplaatsen type 1918 I | Fort, vesting en -onderdl |                                                                   |                                                                                        | Franse Kampweg                                                      | 52° 15' 19" NB, 5° 8' 37" OL  | 531543 | Upload foto |
| Franse Kamp: schuilplaatsen type 1918 II | Fort, vesting en -onderdl |                                                                   |                                                                                        | Franse Kampweg                                                      | 52° 15' 19" NB, 5° 8' 37" OL  | 531544 | Upload foto |

Aalsmeer ·
Alkmaar ·
Amstelveen ·
Amsterdam ·
Bergen ·
Beverwijk ·
Blaricum ·
Bloemendaal ·
Castricum ·
Den Helder ·
Diemen ·
Dijk en Waard ·
Drechterland ·
Edam-Volendam ·
Enkhuizen ·
Gooise Meren ·
Haarlem ·
Haarlemmermeer ·
Heemskerk ·
Heemstede ·
Heiloo ·
Hilversum ·
Hollands Kroon ·
Hoorn ·
Huizen ·
Koggenland ·
Landsmeer ·
Laren ·
Medemblik ·
Oostzaan ·
Opmeer ·
Ouder-Amstel ·
Purmerend ·
Schagen ·
Stede Broec ·
Texel ·
Uitgeest ·
Uithoorn ·
Velsen ·
Waterland ·
Wijdemeren ·
Wormerland ·
Zaanstad ·
Zandvoort